# Un articol de lege
„Un articol de lege” („A Loint of Paw”) este o povestire polițistă SF scrisă de Isaac Asimov care a apărut inițial în numărul din august 1957 al The Magazine of Fantasy & Science Fiction. 
Numele alternativ este "A Niche In Time Saves Stein".
A fost retipărită în colecția din 1968 Asimov's Mysteries și în colecția din 1986 The Best Science Fiction of Isaac Asimov. Titlul povestirii este un joc de cuvinte pe baza expresiei  "a point of law" ("un punct de lege").

## Prezentare
Povestirea implică un criminal numit Montie Stein, care a fraudat peste 100.000 dolari și care a intrat apoi într-o mașină a timpului care l-a dus în ziua următoare expirării urmării judiciare împotriva sa. Povestirea arată cum a decurs cazul împotriva lui Stein și cum hotărârea judecătorului a fost exprimată eventual sub forma unui joc de cuvinte.

## Legături externe
- http://www.isfdb.org/cgi-bin/title.cgi?2678310

## Vezi și
- 1957 în științifico-fantastic
- Listă de povestiri științifico-fantastice